# Philip Cassidy
Philip Cassidy (nascido em 15 de outubro de 1961) é um ex-ciclista irlandês que competiu no ciclismo nos Jogos Olímpicos de Verão de 1984 e 1988, representando a Irlanda.